# Сокровища Фенна

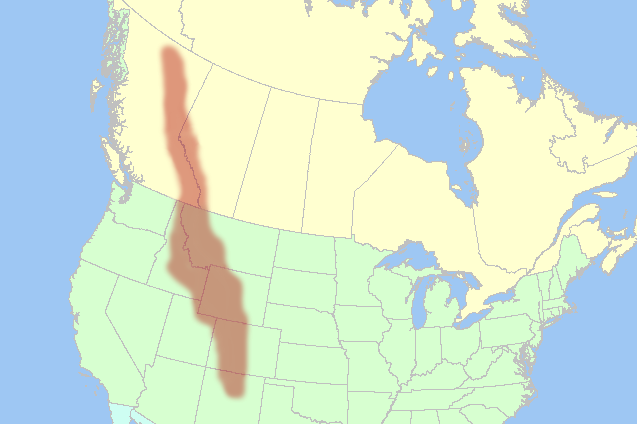
Скалистые горы на карте США и Канады

Сокровища Фенна — клад стоимостью более миллиона долларов, спрятанный где-то в Скалистых горах бывшим арт-дилером и коллекционером, ветераном Вьетнама и археологом-самоучкой Форрестом Фенном. Фенн сказал, что собирается вернуться и забрать его, когда стоимость ценностей клада возрастет до 10 миллионов долларов. Когда его спросили, зачем он организовал эту погоню за сокровищами, Фенн ответил, что просто хотел дать людям надежду. 
По словам Фенна, многие люди утверждали, что нашли сокровище, но никто не предоставил ему никаких доказательств, подтверждающих это. По состоянию на июль 2017 года Фенн заявил, что сокровище остается там, где он спрятал его около 7 лет назад. После выхода двух автобиографических книг Фенна Thrill of the Chase (рус. Страсть погони) и Too Far to Walk (рус. Cлишком далеко, чтобы дойти) к поискам сокровищ подключилось множество искателей приключений и просто любителей острых ощущений. На 8 июня 2020 Фенн подтвердил, что неизвестный кладоискатель нашел его сундук, подтвердив данный факт фотографией клада.

## История создания клада
В 1972 году Фенн со своей женой Пегги приехал в Санта-Фе (Нью-Мексико) как ветеран ВВС США средних лет без какого-либо опыта в области искусства. И уже очень скоро управлял успешной художественной галереей, в которой продавалось все, от артефактов до изобразительного искусства. Около двух десятилетий он руководил одной из лучших галерей искусства, которая привлекала внимание знаменитостей из Вашингтона и Голливуда. Его жизнь даже стала сюжетом для популярной книги The Codex, в которой речь идет об охотнике за сокровищами и расхитителе гробниц. Идея запрятать сокровище появилась у него в 1987 году, когда у его отца диагностировали рак и тот умер, приняв 50 таблеток снотворного. На следующий год у Фенна обнаружили рак почки. В сундук он положил "сокровища": золотые самородки, редкие монеты, ювелирные изделия и драгоценные камни, а также банку из-под оливок с автобиографией. Он намеревался закопать клад и провести остаток жизни недалеко от того места. Тем не менее, он пережил свою болезнь и стал ждать, пока ему не исполнится 80 лет, чтобы спрятать сокровище. До активной фазы охоты за сокровищами у Фенна были проблемы с федеральным законом о древностях. В 2009 году в рамках расследования разграбления артефактов в районе Four Corners агенты ФБР провели обыск в его доме и конфисковали некоторые предметы, однако обвинение так и не было предъявлено. Два человека, проходившие  по этому делу, совершили самоубийство, а Фенн обвинил ФБР в их смерти. В 2010 году Фенн опубликовал свою автобиографию с заголовком «Страсть погони» («The Thrill of the Chase»), в которой написал, что спрятал старинный бронзовый сундук с сокровищами где-то в Скалистых горах, к северу от Санта-Фе , с этого момента началась активная фаза поисков. Сундук с сокровищами сможет найти тот, кто расшифрует подсказки, находящиеся в 24-строчном стихотворении.

## Стихотворение
Это стихотворение, написанное Форрестом Фенном, содержит девять подсказок, которые, если следовать точно, приведут к сокровищам.
As I have gone alone in there
Когда пропал я там в одиночестве
And with my treasures bold,
И с моими сокровищами дерзкими,
I can keep my secret where,
Я могу хранить свой секрет там где,
And hint of riches new and old.
И намек на богатство новое и старое.
Begin it where warm waters halt
Начинается это там, где остановились теплые воды
And take it in the canyon down,
И возьмите их вниз по каньону,
Not far, but too far to walk.
Не далеко, но так далеко, что не дойти.
Put in below the home of Brown.
Поставьте их под домом Брауна.
From there it's no place for the meek,
Оттуда нет места для покорных,
The end is ever drawing nigh;
И конец почти не прорисовывается;
There'll be no paddle up your creek,
Там не сможете взмахнуть веслом в вашей бухте,
Just heavy loads and water high.
Просто тяжелые грузы и вода высокая.
If you've been wise and found the blaze,
Если вы были мудры и нашли отметину,
Look quickly down, your quest to cease,
Посмотрите быстро вниз, чтобы прекратить свои поиски,
But tarry scant with marvel gaze,
Но оставайтесь спокойными с изумленным взглядом,
Just take the chest and go in peace.
Просто возьмите сундук и идите с миром.
So why is it that I must go
Так почему же я должен идти
And leave my trove for all to seek?
И оставить мою охоту за всеми?
The answers I already know,
Ответы я уже знаю,
I've done it tired, and now I'm weak.
Я устал от этого, и теперь я слаб.
So hear me all and listen good,
Так что слушайте меня и слушайте хорошо,
Your effort will be worth the cold.
Ваши усилия будут стоить холода.
If you are brave and in the wood
Если вы храбры и в лесу
I give you title to the gold.
Я даю вам право на золото.

## Погибшие искатели сокровищ Фенна
Известно о четырех погибших в поисках сокровищ Фенна. Полиция Нью-Мексико пыталась заставить Фенна прекратить охоту за сокровищами.
1. Рэнди Билеу, который пропал без вести в январе 2016 года и позже был найден мертвым в июле того же года.[13] В результате бывшая жена Билеу сказала остальным искателям приключений, что, по ее мнению, сокровище Фенна было обманом.[14]
2. Пастор Пэрис Уоллес из местечка Гранд Джанкшен сказал членам семьи, что собирается на поиски спрятанных сокровищ, а затем не появился на запланированной семейной встрече в среду 14 июня 2017 года. Его автомобиль был найден припаркованным рядом с мостом Таос Джанкшн. Его тело впоследствии было найдено в 5-7 милях (8-11 км) вниз по течению.[15][16]
3. Эрик Эшби, 31 год, был искателем сокровищ. Его тело нашли в реке Арканзас 28 июля 2017 года. 26 января 2018 года офис Коронера округа Фремонт получил положительный отчет о тесте ДНК от бюро расследований Колорадо, подтверждающий что это был Эшби.[17] В конце июля 2017 года новостные источники сообщили, что третья смерть может быть связана с охотой за сокровищами Фенна. 28 июля в реке Арканзас было найдено тело, которое возможно принадлежало Эрику Эшби. Некоторые из членов семьи Эшби утверждают, что он переехал в Колорадо в 2016 году, чтобы найти сокровища, и последний раз его видели 28 июня, сплавлявшимся по реке, на 10-15 миль (15-25 км) вверх по течению от места, где было найдено тело. Скорее всего его плот перевернулся.[18]
4. Джефф Мерфи, 53 года, из Батавии, штат Иллинойс был найден мертвым в Йеллоустонском национальном парке 9 июня 2017 года после падения с крутого склона высотой около 500 футов (152.4 метра). 20 февраля 2018 года американский региональный телеканал ‘’KURL-TV’’ сообщил, что Джефф Мерфи погиб не в обычном походе — он искал клад, зарытый миллионером Форрестом Фенном.[19][20][2]

## Книги и фильмы, посвященные сокровищам Фенна
- Fenn, Forrest. The Thrill of the Chase. — 2010. — ISBN 9780967091785.
- Fenn, Forrest. Too Far to Walk. — 2013. — ISBN 9780967091792.
- Rhu Seau, Trent. The Chase for Forrest Fenn's Treasure. — 2013.
- Steele, Maxwell. How to Find Forrest Fenn's Treasure. — 2013.
- Briggs, Andrew. Title to the Gold: Find Forrest Fenn's treasure. The clues and answers (англ.). — 2015.
- Ritt, Jordan. A Treasure More Than Gold: How I found the solution to Forrest Fenn's poem (англ.). — 2015. — ISBN 9781478753742.
- Wolf, The. Finding Forrest Fenn. — 2015. — ISBN 9781311318602.
- Brooks, Marvin. Toward Solving Forrest Fenn's Hidden Treasure Clues (англ.). — 2016. — ISBN 9780692711781.
- The Lure. An independent documentary film about the treasure.[21]